# Namiestnicy Niderlandów Habsburskich
Namiestnicy Niderlandów Habsburskich.

## Siedemnaście Prowincji
| # | Wizerunek | Imię                | Urodzony | Zmarł | Czas rządów | Rodzice                                   | Tytuł                  |
| - | --------- | ------------------- | -------- | ----- | ----------- | ----------------------------------------- | ---------------------- |
| 1 |           | Wilhelm de Croÿ     | 1458     | 1521  | 1506–1507   | Philip I de Croÿ Jacqueline de Luxembourg | markiz von Aerschot    |
| 2 |           | Małgorzata Habsburg | 1480     | 1530  | 1507–1530   | Maksymilian I Habsburg Maria Burgundzka   | księżna Sabaudii       |
| 3 |           | Maria Austriacka    | 1505     | 1558  | 1530–1555   | Filip I Piękny Joanna Szalona             | Królowa Czech i Węgier |

## Niderlandy Hiszpańskie
Po podziale dziedzictwa cesarza i króla Hiszpanii, Karola V Habsburga, Niderlandy przypadły jego synowi, królowi Hiszpanii Filipowi II.
| # | Wizerunek | Imię                        | Urodzony | Zmarł | Czas rządów | Rodzice                                            | Tytuł                               |
| - | --------- | --------------------------- | -------- | ----- | ----------- | -------------------------------------------------- | ----------------------------------- |
| 4 |           | Emanuel Filibert            | 1528     | 1580  | 1555–1559   | Karol III Dobry Beatrycze Aviz                     | książę Sabaudii                     |
| 5 |           | Małgorzata Parmeńska        | 1522     | 1586  | 1559–1567   | Karol V Habsburg Johanna Maria van der Gheynst     | Księżna Parmy                       |
| 6 |           | Ferdynand Álvarez de Toledo | 1507     | 1582  | 1567–1573   | García Álvarez de Toledo y Zúñiga Beatriz Pimentel | książę d'Alba, Wicekról Portugalii, |
| 7 |           | Luis de Requesens y Zúñiga  | 1528     | 1576  | 1573–1576   | Juan de Zúñiga Estefanía de Requesens              |                                     |
| 8 |           | Don Juan de Austria         | 1547     | 1578  | 1576–1578   | Karol V Habsburg Barbara Blomberg                  |                                     |
| 9 |           | Aleksander Farnese          | 1545     | 1592  | 1578–1581   |                                                    | książę Parmy i Piacenzy             |

W 1581 r. Republika Zjednoczonych Prowincji ogłosiła niezależność od Hiszpanii. Pod władzą Habsburgów pozostała tylko południowa część Niderlandów.

## Niderlandy Południowe
| #  | Wizerunek | Imię                                 | Urodzony | Zmarł | Czas rządów | Rodzice                                                  | Tytuł                                    |
| -- | --------- | ------------------------------------ | -------- | ----- | ----------- | -------------------------------------------------------- | ---------------------------------------- |
| 10 |           | Aleksander Farnese                   | 1545     | 1592  | 1581–1592   |                                                          | książę Parmy i Piacenzy                  |
| 11 |           | Peter Ernst I von Mansfeld-Vorderort | 1517     | 1604  | 1592–1594   | Ernst II, von Mansfeld-Vorderort Dorothea von Solms-Lich | hrabia                                   |
| 12 |           | Ernest Habsburg                      | 1553     | 1595  | 1594–1595   | Maksymilian II Habsburg Maria Hiszpańska                 | arcyksiążę Austrii                       |
| 13 |           | Piotr Henryk de Acevedo              | 1525     | 1610  | 1595–1596   |                                                          | hrabia Fuentes                           |
| 14 |           | Albrecht VII Habsburg                | 1559     | 1621  | 1596–1621   | Maksymilian II Habsburg Maria Hiszpańska                 | arcyksiążę Austrii                       |
| 15 |           | Izabela Klara Eugenia Habsburg       | 1566     | 1633  | 1598–1633   | Filip II Habsburg Elżbieta Walezjuszka                   | infantka hiszpańska i portugalska        |
| 16 |           | Ferdynand Habsburg                   | 1609     | 1641  | 1633–1641   | Filip III Habsburg Małgorzata Austriaczka                | kardynał infant, arcybiskup Toledo       |
| 17 |           | Francisco de Melo                    | 1597     | 1651  | 1641–1644   |                                                          | markiz Terceira                          |
| 18 |           | Emmanuel de Moura y Corte Real       | 1590     | 1651  | 1644–1647   |                                                          | markiz Castel Rodrigo                    |
| 19 |           | Leopold Wilhelm Habsburg             | 1614     | 1662  | 1647–1656   | Ferdynand II Habsburg Maria Anna Bawarska                | bp Wrocławia, wielki zakonu krzyżackiego |
| 20 |           | Juan José d’Austria                  | 1629     | 1679  | 1656–1659   | Filip IV Habsburg Maria Calderona                        | generał hiszpański                       |
| 21 |           | Luis de Benavides Carillo            | 1608     | 1668  | 1659–1664   |                                                          | markiz Fromiata                          |
| 22 |           | Francisco Castel Rodrigo             | 1610     | 1675  | 1664–1668   | Emmanuel de Moura y Corte Real Eleonora de Melo          | markiz Castel Rodrigo                    |
| 23 |           | Íñigo Fernández de Velasco           | 1635     | 1696  | 1668–1670   | Bernardino Fernández de Velasco Isabela Maria de Guzmán  | książę Feria                             |
| 24 |           | Juan Domingo de Zuñiga y Fonseca     | 1640     | 1716  | 1670–1675   | Luis Méndez de Haro Catalina Fernández de Córdoba        |                                          |
| 25 |           | Carols de Gurrea                     | 1634     | 1692  | 1675–1677   |                                                          | książę Villahermosa                      |
| 26 |           | Aleksander di Odoardo Farnese        | 1635     | 1689  | 1678–1682   | Edward I Farnese Małgorzata Medycejska                   |                                          |
| 27 |           | Otto Henryk, markiz Caretto          | 1629     | 1685  | 1682–1685   |                                                          |                                          |
| 28 |           | Fray Antonio de Agurto               | 1640     | 1702  | 1685–1692   | markiz Castagna                                          |                                          |
| 29 |           | Maksymilian II Emanuel               | 1662     | 1726  | 1692–1706   | Ferdynand Maria Bawarski Henrietta Adelajda Sabaudzka    | elektor Bawarii                          |

W latach 1706–1714 pomiędzy Wielką Brytanią, Holandią, Austrią, Prusami a Francją, Hiszpanią, Bawarią i Kolonią była prowadzona wojna o sukcesję hiszpańską. Po jej zakończeniu, na mocy postanowień Układu z Rastatt z 1714 roku Niderlandy przeszły pod władzę austriackiej linii Habsburgów.

## Niderlandy Austriackie
| #  | Wizerunek | Imię                                            | Urodzony | Zmarł | Czas rządów              | Rodzice                                                                       | Tytuł                                                  |
| -- | --------- | ----------------------------------------------- | -------- | ----- | ------------------------ | ----------------------------------------------------------------------------- | ------------------------------------------------------ |
| 30 |           | Dominik von Königsegg-Rothenfels                | 1673     | 1751  | 31 I 1716-XI 1716        |                                                                               |                                                        |
| 31 |           | Ercole Giuseppe Luigi Turinetti, markiz de Prié | 1658     | 1726  | XI 1716–1717             |                                                                               |                                                        |
| 32 |           | Eugeniusz Sabaudzki                             | 1663     | 1736  | 1717-XI 1724             | Eugeniusz Maurycy Sabaudzki Olimpia Mancini                                   | książę Sabaudii                                        |
| 33 |           | Philipp Wirich von Daun                         | 1669     | 1741  | XI 1724-5 X 1725         | Wilhelm von Daun                                                              | Wicekról Neapolu                                       |
| 34 |           | Maria Elżbieta Habsburg                         | 1680     | 1741  | 5 X 1725-26 VIII 1741    | Leopold I Habsburg Eleonora Magdalena von Pfalz-Neuburg                       | arcyksiężna austriacka                                 |
| 35 |           | Friedrich August von Harrach-Rohrau             | 1696     | 1749  | 26 VIII 1741–16 III 1743 | Aloys Thomas Raimund von Harrach Marie Barbara von Sternberg                  |                                                        |
| 36 |           | Karl Ferdinand von Königsegg-Erps               | 1696     | 1759  | 16 III 1743-8 I 1744     |                                                                               |                                                        |
| 37 |           | Karol Lotaryński                                | 1712     | 1780  | 1744–1746                | Leopold I Józef Elżbieta Charlotta Orleańska                                  | wielki mistrz zakonu krzyżackiego                      |
| 38 |           | Maurycy Saski                                   | 1696     | 1750  | V 1745-X 1748            | August II Mocny Aurora von Königsmarck                                        | okupacyjny namiestnik desygnowany przez Francję        |
| 39 |           | Károly József Batthyány                         | 1697     | 1772  | X 1748–23 IV 1749        |                                                                               |                                                        |
| 40 |           | Karol Lotaryński                                | 1712     | 1780  | 1749–1780                | Leopold I Józef Elżbieta Charlotta Orleańska                                  | wielki mistrz zakonu krzyżackiego                      |
| 41 |           | Maria Anna Austriaczka                          | 1718     | 1744  | 1744–1744                | Karol VI Habsburg Elżbieta Krystyna von Braunschweig-Wolfenbüttel             | arcyksiężna, żona Karola Lotaryńskiego i współregentka |
| 42 |           | Georg Adam von Starhemberg                      | 1724     | 1807  | 1780–1781                | Conrad Sigmund von Starhemberg Maria Leopoldyna Löwenstein-Wertheim-Rochefort |                                                        |
| 43 |           | Albert Sasko-Cieszyński                         | 1738     | 1822  | 1781–1787                | August III Sas Maria Józefa                                                   | książę Cieszyna                                        |
| 44 |           | Maria Krystyna Habsburg                         | 1742     | 1798  | 1781–1787                | Franciszek I Lotaryński Maria Teresa Habsburg                                 | arcyksiężna, żona księcia Alberta Kazimierza           |
| 45 |           | Joseph Jacob Murray de Melgum                   |          |       | 1787                     |                                                                               |                                                        |
| 46 |           | Karol Ludwik Habsburg                           |          |       | 1793–1794                | Leopold II Habsburg Maria Ludwika Burbon                                      | arcyksiążę, książę Cieszyna                            |